# Beker van Nederland (volleybal)
De Beker van Nederland is een bekercompetitie in het Nederlandse volleybal die naast de reguliere competities wordt georganiseerd. De organisator is de Nederlandse Volleybal Bond (Nevobo). De eerste editie, voor zowel mannen als vrouwen, vond plaats in het seizoen 1973/74.
Recordhouders aantal bekerzeges zijn bij de mannen SV Dynamo met tien en bij de vrouwen VC Sneek (inclusief voorloper Olympus Sneek) en Sliedrecht Sport met zeven.
In het seizoen 2020/21 werden de bekertoernooien in het najaar van 2020 afgebroken in verband met de heersende coronapandemie, waarbij er eerst vanuit werd gegaan dat er geen bekerwinnaars zouden volgen. In het voorjaar van 2021 werd alsnog een minitoernooi tussen de top-8 van beide eredivisies gespeeld. Dit vond plaats in het paasweekend. Hierbij haakte VC Sneek bij de vrouwen op het laatste moment af vanwege coronabesmettingen binnen de gelederen. Om dezelfde redenen ging de finale bij de mannen op paasmaandag niet door waar dit het geval was bij Dynamo (Apeldoorn). De finale kon alsnog op 18 april worden gespeeld, nadat de best-of-5 om de landstitel tussen beide bekerfinalisten werd ingekort tot een best-of-3.

## Bekerwinnaars

### Vrouwen
Nationaal herenteam · Nationaal damesteam · Eredivisie · Topdivisie · Lijst van Nederlandse landskampioenen volleybal · Beker van Nederland